# Novaculichthys taeniourus
Novaculichthys taeniourus, còn được gọi là bàng chài đai đuôi, loài cá biển duy nhất thuộc chi Novaculichthys trong họ Cá bàng chài. Loài này được mô tả lần đầu tiên vào năm 1839.

## Phạm vi phân bố và môi trường sống
N. taeniourus có phạm vi phân bố rộng khắp Ấn Độ Dương - Thái Bình Dương. Ở Ấn Độ Dương, loài cá này được ghi nhận từ Biển Đỏ và vùng bờ biển Oman–Yemen trải dài theo bờ biển Đông Phi đến Nam Phi, bao gồm Madagascar và các đảo quốc lân cận; từ bờ biển Nam Ấn Độ và Sri Lanka, trải dài về phía nam đến bờ biển bang Tây Úc (bao gồm các rạn san hô vòng, quần đảo và bãi cạn ngoài khơi thuộc Úc); từ biển Andaman, N. taeniourus xuất hiện trên khắp vùng biển các nước Đông Nam Á, ngược lên phía bắc đến đảo Đài Loan và vùng biển Nam Nhật Bản, về phía nam trải dài đến rạn san hô Great Barrier và bờ biển Đông Úc (bao gồm đảo Lord Howe); ở phạm vi phía đông, N. taeniourus được ghi nhận tại nhiều đảo quốc và quần đảo thuộc châu Đại Dương (bao gồm cả quần đảo Hawaii); phạm vi của loài này còn xuất hiện trải dài từ phía nam vịnh California, trải dọc theo bờ biển Trung Mỹ đến Colombia, bao gồm tất cả các quần đảo ngoài khơi.
N. taeniourus sống gần các rạn san hô trên nền đáy cát lẫn đá sỏi cũng như trong các đầm phá ở độ sâu đến 35 m.

## Mô tả
Chiều dài cơ thể tối đa được ghi nhận ở N. taeniourus là 30 cm. Cơ thể và các vây của cá trưởng thành có màu nâu lục; hai bên lườn có những đốm trắng trên mỗi vảy. Đầu có các sọc nâu viền trắng ở quanh phía sau của mắt. Vây đuôi có dải trắng đặc trưng bao quanh cuống đuôi. Những cá thể lớn hơn thường có bụng và ngực màu đỏ nâu.
Cá con có màu nâu lục, đỏ nâu hoặc xanh lục, với rải rác các đốm trắng khắp cơ thể. Hai gai vây lưng của cá con ở gần đầu vươn cao trông như cặp sừng của rồng nên khi còn nhỏ, N. taeniourus còn được gọi là dragon wrasse (bàng chài rồng). Do màu sắc và cấu tạo hình dáng cơ thể nên thoạt nhìn những cá thể con rất giống với những chiếc lá hoặc rong tảo trôi theo dòng nước.
Số gai ở vây lưng: 9 (2 gai đầu tiên vươn dài ở cá con); Số tia vây ở vây lưng: 12–13; Số gai ở vây hậu môn: 3; Số tia vây ở vây hậu môn: 12–13.

## Sinh thái và hành vi
N. taeniourus trưởng thành thường bơi theo cặp. Chúng dùng mõm để đẩy và bới những mảnh đá lớn để tìm thức ăn. Thông thường, một con sẽ chịu trách nhiệm công việc đào bới, và con còn lại chỉ việc chộp lấy con mồi, và cứ thế thay phiên nhau. Vì hành vi này mà N. taeniourus còn có tên gọi khác là rockmover wrasse (bàng chài di chuyển đá).
Thức ăn của N. taeniourus là các loài động vật thân mềm, động vật giáp xác và cả loài nhím biển.